# 絲鰭吻鰕虎魚
絲鰭吻鰕虎魚（学名：Rhinogobius filamentosus）为鰕虎魚科吻鰕虎魚屬的鱼类。在中国，分布于西江及北江的支流等。该物种的模式产地在廣西省桂林市陽朔縣。

## 扩展阅读
維基物種上的相關：絲鰭吻鰕虎魚